# Sveta Gora

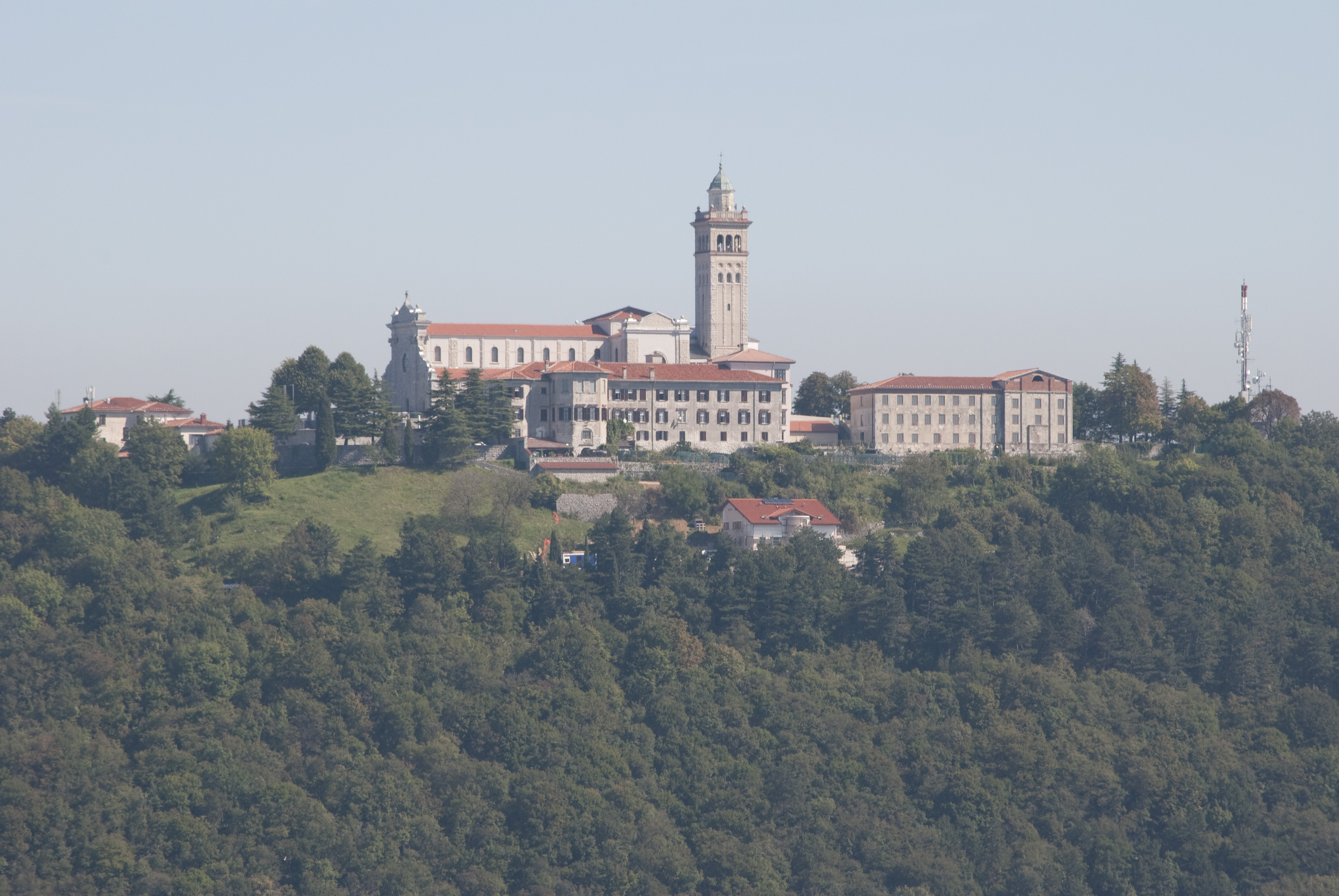
Gesamtansicht

Die Kirche Sveta Gora (slowenisch: Skalnica o Sveta Gora pri Gorici, Kirche zum Heiligen Berg bei Gorica) ist eine Kirche in Nova Gorica in Slowenien.

## Geschichte
Der 682 Meter hohe auf der orographisch linken Seite des Isonzo gelegene Heilige Berg (slowenisch: Sveta Gora, italienisch: Monte Santo) war bereits im Mittelalter ein heiliger Ort, was aus Quellen von 1368, 1378, 1382 und 1383 hervorgeht.
Die ursprüngliche Kirche wurde 1514 bis 1544 durch eine neue Kirche im Gotik- und Renaissance-Stil ersetzt. Da hier Marienerscheinungen überliefert sind, wurde der Berg bald zu einem bedeutenden Wallfahrtsort. Die dreischiffige Kirche wurde zusammen mit anderen Gebäuden auf dem Berg während der Isonzoschlachten im Ersten Weltkrieg zerstört.
Eine zweite Kirche wurde 1906 als erstes Gotteshaus auf heute slowenischem Boden von Papst Pius X. in den Rang einer Basilica minor erhoben. Die der Himmelfahrt Marias geweihte Kirche und das angehörige Franziskanerkloster, unterstehen dem Bistum Koper.

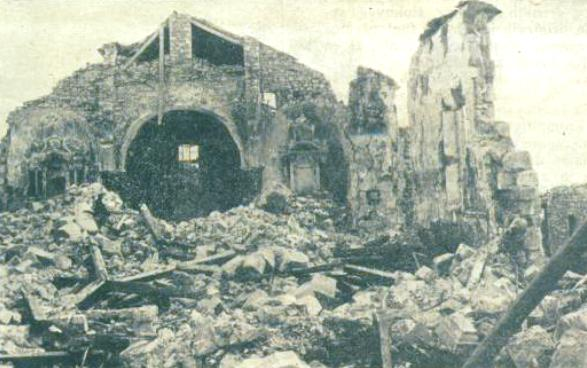
Die 1915 zerstörte Basilika

Die heutige von Silvan Baresi entworfene Kirche wurde ab 1928 als dreischiffiges Bauwerk mit Seitenschiff errichtet. Sie ist 72 Meter lang und 22 Meter breit. Über dem Altar ist ein Muttergottesbildnis angebracht. Der Überlieferung zufolge wurde es vom venetianischen Künstler Palmo dem Älteren angefertigt und 1544 von Patriarch Marino Grimani in die Kirche gebracht. Hinter dem 1932 errichteten Hochaltar sind zwei Erzbischöfe von Gorizia begraben. Die Glasmalereien und die Orgel stammen aus dem Jahr 1939.
1921 wurden die Glocken im Turm aufgehängt. Die bereits 1765 gemalten barocken Kreuzwegstationen fanden 1977 ihren Weg in die Kirche. In der Winterkapelle befindet sich eine spätgotische Schnitzerei der Muttergottes mit Kind aus dem zweiten Viertel des 16. Jahrhunderts.